# Osiris fulvicornis
Osiris fulvicornis är en biart som beskrevs av Heinrich Friese 1930. Osiris fulvicornis ingår i släktet Osiris och familjen långtungebin. Inga underarter finns listade i Catalogue of Life.